# Delta Burke
Delta Ramona Leah Burke (Orlando, 30 juli 1956), is een Amerikaans actrice en comédienne. Ze werd in zowel 1990 als 1991 genomineerd voor een Primetime Emmy Award voor haar hoofdrol als Suzanne Sugarbaker in de komedieserie Designing Women, waarin ze 120 afleveringen speelde. Burke maakte in 1978 haar acteerdebuut als Terri in de televisiefilm Zuma Beach. Haar eerste rol op het witte doek volgde in 1996, als de doordraaiende Tracy Horton in de thriller Maternal Instincts.

## Carrière
Burkes acteercarrière speelt zich voor het overgrote deel af op het televisiescherm. Ze speelde in een handvol bioscoopfilms, tegenover meer dan twintig televisiefilms. Voorbeelden hiervan zijn A Last Cry for Help (1979), Temporary Insanity (1985), A Promise to Carolyn (1996), Dangerous Child (2001), The Year Without a Santa Claus (2006) en Counter Culture (2012). Daarnaast is Burke te zien als wederkerende personages in meer dan 200 afleveringen van verschillende televisieseries. Haar omvangrijkste rol hierin was die als Suzanne Sugarbaker in Designing Women, die ze vier jaar na haar vertrek uit die serie opnieuw speelde in de spin-off Women of the House. Burke had daarnaast eenmalige gastrollen in afleveringen van meer dan vijftien andere series, zoals The Fall Guy (in 1982), Fantasy Island (1983), T.J. Hooker (1984), Who's the Boss? (1985), Diagnosis Murder (1994) en Lois & Clark: The New Adventures of Superman (1996).

## Filmografie
*Exclusief 20+ televisiefilms
- The Year Without a Santa Claus (2006, televisiefilm)
- Good Boy! (2003, stem)
- Hansel & Gretel (2002)
- What Women Want (2000)
- Sordid Lives (2000)
- Maternal Instincts (1996)

## Televisieseries
*Exclusief eenmalige gastrollen
- Boston Legal - Bella Horowitz (2006-2007, vijf afleveringen)
- DAG - Judith Whitman (2000-2001, zeventien afleveringen)
- Touched by an Angel - Diana Winslow (2001, twee afleveringen)
- Popular - Cherry Cherry (1999-2001, zes afleveringen)
- Any Day Now - Teresa O'Brien (1998-1999, twee afleveringen)
- Women of the House - Suzanne Sugarbaker (1995, twaalf afleveringen)
- Delta - Delta Bishop (1992-1993, zeventien afleveringen)
- Designing Women - Suzanne Sugarbaker (1986-1991, 120 afleveringen)
- 1st & Ten - Diane Barrow (1984-1987, zeven afleveringen)
- Filthy Rich - Kathleen Beck (1982-1983, vijftien afleveringen)

## Privé
Burke trouwde in 1989 met acteur Gerald McRaney, haar eerste huwelijk en zijn derde. Het koppel kreeg samen geen kinderen.

## Trivia
- Burke won in 1974 de Miss Florida-verkiezing.

- Biblioteca Nacional de España: XX1341529
- Bibliothèque nationale de France: cb141603150 (data)
- International Standard Name Identifier: 0000 0000 3370 6182
- Library of Congress Control Number: n97085163
- Nationale Bibliotheek van Israël: 987007447847605171
- SNAC: w6qd2z7z
- Virtual International Authority File: 50976560
- WorldCat: E39PBJgCFGRVRqTHRJ8gfCgYfq